# Tashkent Open 2008
Tashkent Open 2008 — жіночий тенісний турнір, що проходив на відкритих кортах з твердим покриттям. Це був 10-й за ліком Tashkent Open. Належав до турнірів 4-ї категорії в рамках Туру WTA 2008. Відбувся в Ташкенті (Узбекистан) і тривав з 29 вересня до 5 жовтня 2008 року. Третя сіяна Сорана Кирстя здобула титул в одиночному розряді.

## Фінальна частина

### Одиночний розряд
Сорана Кирстя —  Сабіне Лісіцкі, 2–6, 6–4, 7–6(7–4)
- Для Кирсті це був 1-й титул за кар'єру.

### Парний розряд
Іоана Ралука Олару /  Ольга Савчук —  Ніна Братчикова /  Катрін Верле, 5–7, 7–5, [10–7]